# Simona Renciu
Simona Renciu, née le 21 décembre 1967, est une gymnaste artistique roumaine.

## Palmarès

### Championnats du monde
- Budapest 1983
  -  médaille d'argent au concours par équipes avec Lavinia Agache, Laura Cutina, Mirela Barbălată, Mihaela Stanulet et Ecaterina Szabo